# Porta Obscura
Porta Obscura é o segundo álbum de estúdio da banda alemã de gothic metal Coronatus.
O disco possui 11 faixas mais duas músicas bônus incluídas em uma tiragem limitada. Essas canções bônus são "Flos Obscura", uma regravação latina da canção "Dunkle Blume", que estava em seu último álbum, Lux Noctis, e "Volles Leben", a primeira canção da banda quando esta ainda tinha somente vocais masculinos.
| Críticas profissionais                                                      | Críticas profissionais |
| Avaliações da crítica                                                       | Avaliações da crítica  |
| Fonte                                                                       | Avaliação              |
| --------------------------------------------------------------------------- | ---------------------- |
| Lords of Metal                                                              | (67/100)               |
| Metal Perspective                                                           | [ 3 ]                  |
| Stormbringer                                                                | [ 4 ]                  |
| Esta tabela precisa de ser acompanhada por texto em prosa. Consulte o guia. |                        |

## Lista de músicas
1. "Prologue" - 1:57
2. "Exitus" - 4:00
3. "Fallen" - 6:50
4. "In Silence" - 4:22
5. "Beauty In Black" - 4:36
6. "Cast My Spell" - 5:09
7. "In Your Hands" - 2:41
8. "Mein Herz" - 3:16
9. "Am Kreuz" - 4:39
10. "Der Vierte Reiter" - 4:30
11. "Strahlendster Erster" - 3:23
12. "Flos Obscura" - 5:14 (Bonus Track)
13. "Volles Leben" - 3:56 (Bonus Track)

## Ficha técnica
- Carmen R. Schäfer - Vocal
- Ada Flechtner - Vocal
- Jo Lang - Guitarras
- Fabian Merkt - Teclados
- Chriz diAnno - Baixo
- Mats Kurth - Bateria

## Info
- Masterizado por Mika Jussila no Finnvox Studios em Helsinki, Finlândia.[5][6]
- As composições começaram quando a cantora Carmen R. Schäfer estava grávida. Antes das gravações terminarem, ela deu à luz uma filha, Beatrice Anita.[1][7]